# Llaüt

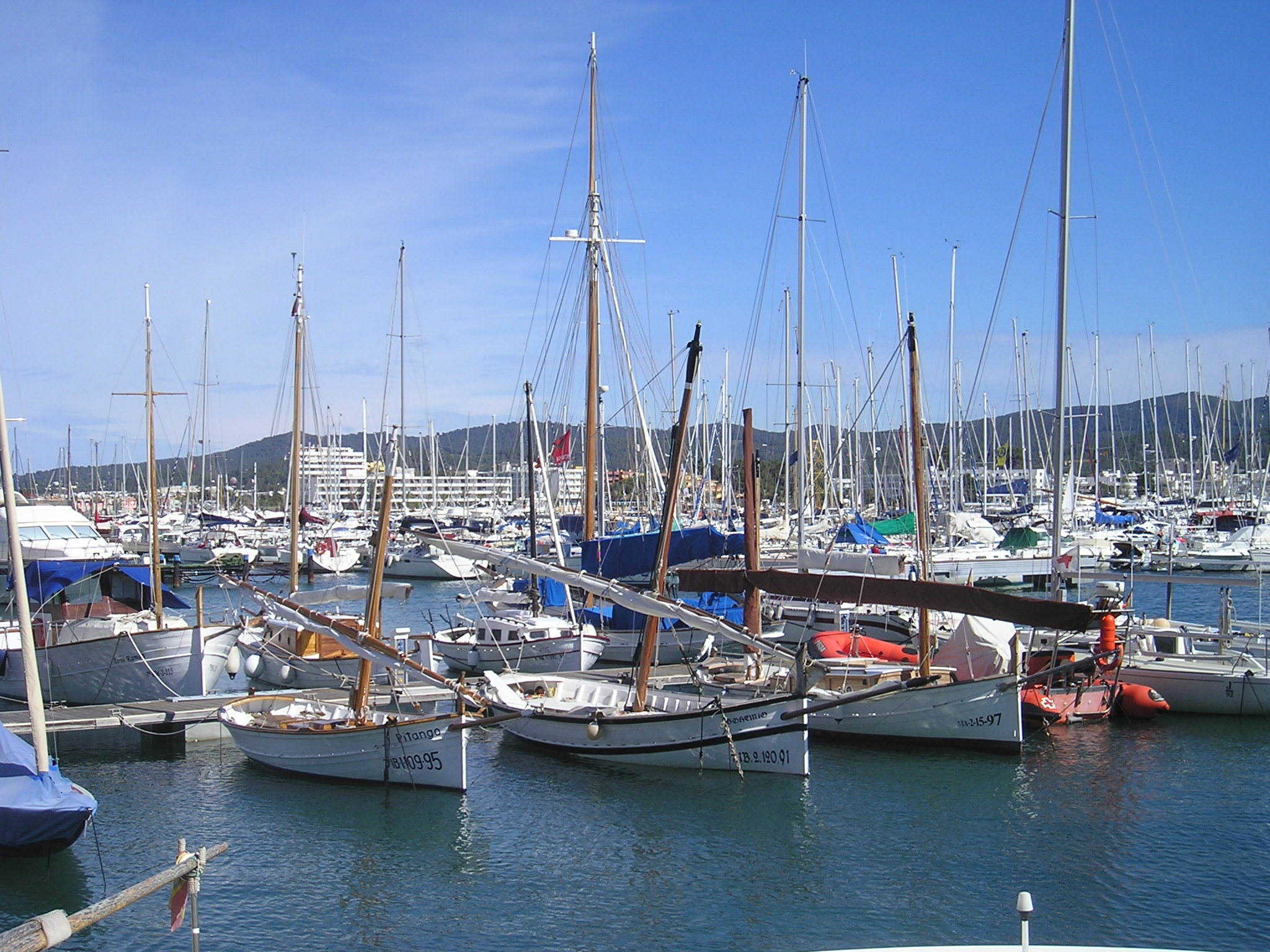
Llaüts im Hafen von Sant Antoni de Portmany, zwei davon mit Lateinersegel

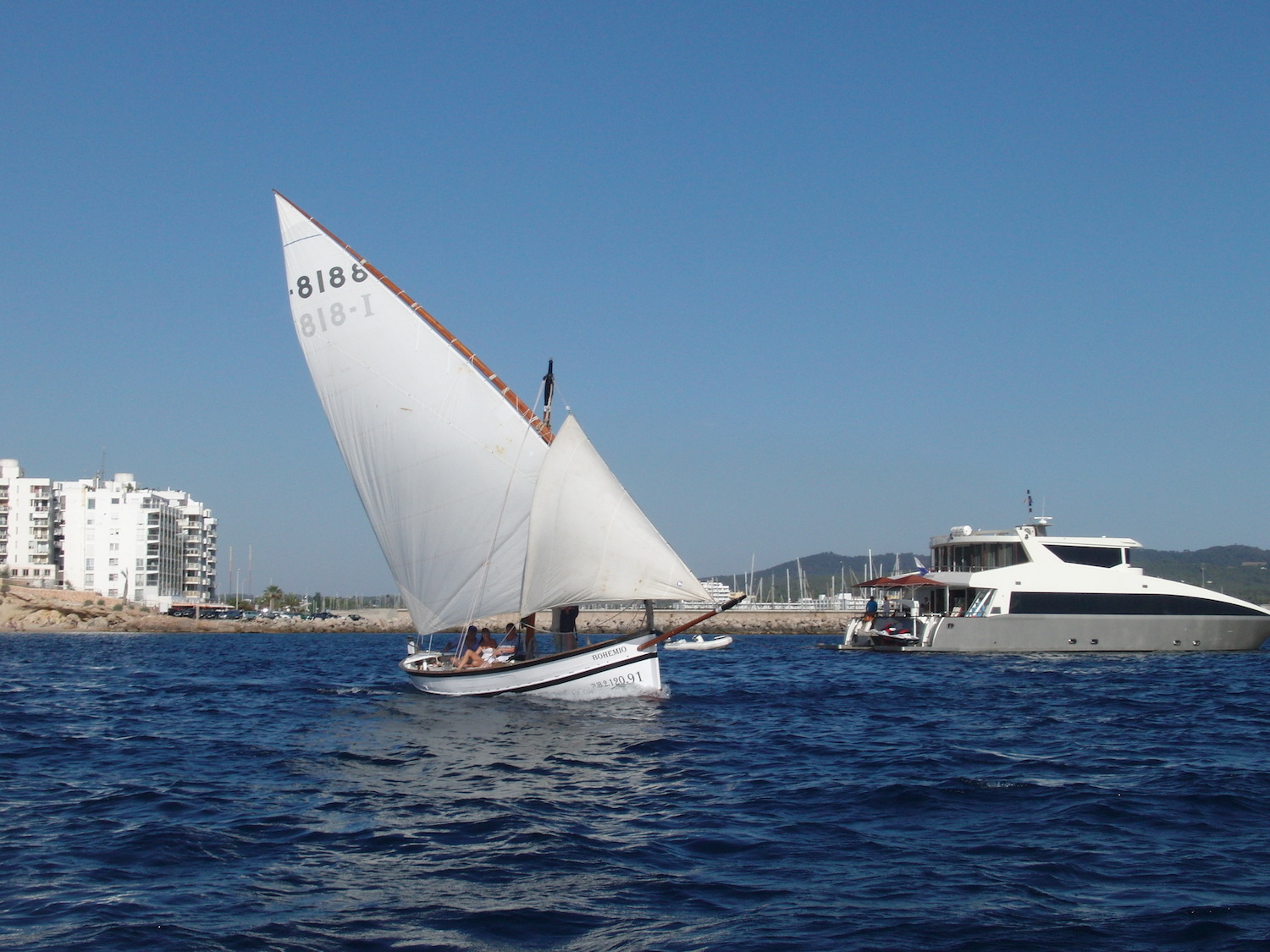
"Bohemio" unter Segel in der Buch von San Antonio

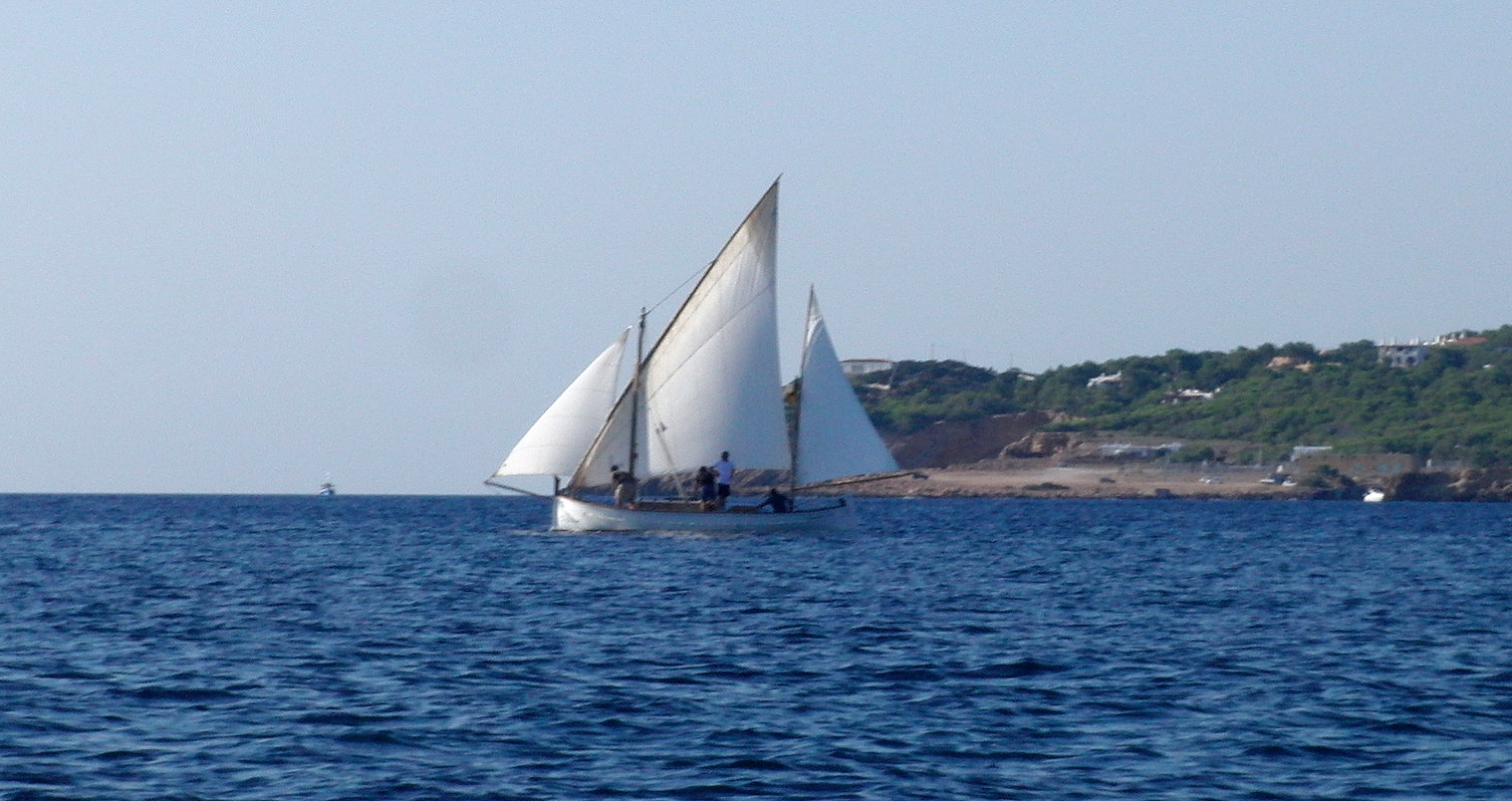
Llaüt Querida Lolita vor Ibiza

Ein Llaüt (Aussprache [ʎauʈ]), bzw. Llagut, ist ursprünglich ein kleineres Holzboot aus den westlichen Regionen des Mittelmeers. Das Boot wurde oft mit einem Lateinersegel und Rudern ausgestattet. Seine Bauform geht angeblich auf frühe ägyptische Bootsformen zurück.
Auf den Balearen waren die Llaüts die üblichen Fischerboote. Inzwischen sind fast alle mit einem Motor versehen. Die ursprüngliche Schiffsform des Llaüt wird heute leicht abgewandelt in Mallorca als kleinere Motoryacht mit bis zu sechs Schlafplätzen gebaut.